# Spelunker II: Yūsha e no Chōsen
Spelunker II: Yūsha e no Chōsen (スペランカーII 勇者への挑戦?) è un videogioco del 1987 sviluppato da Now Production e pubblicato da Irem per Family Computer. Seguito di Spelunker, non è stato realizzato da Brøderbund e ha un gameplay diverso dal suo predecessore.